# حويرة برتقالية
حويرة برتقالية (الاسم العلمي:Tephrosia aurantiaca) هي نوع من النباتات يتبع جنس الحويرة من الفصيلة البقولية.